# 日高火防祭り

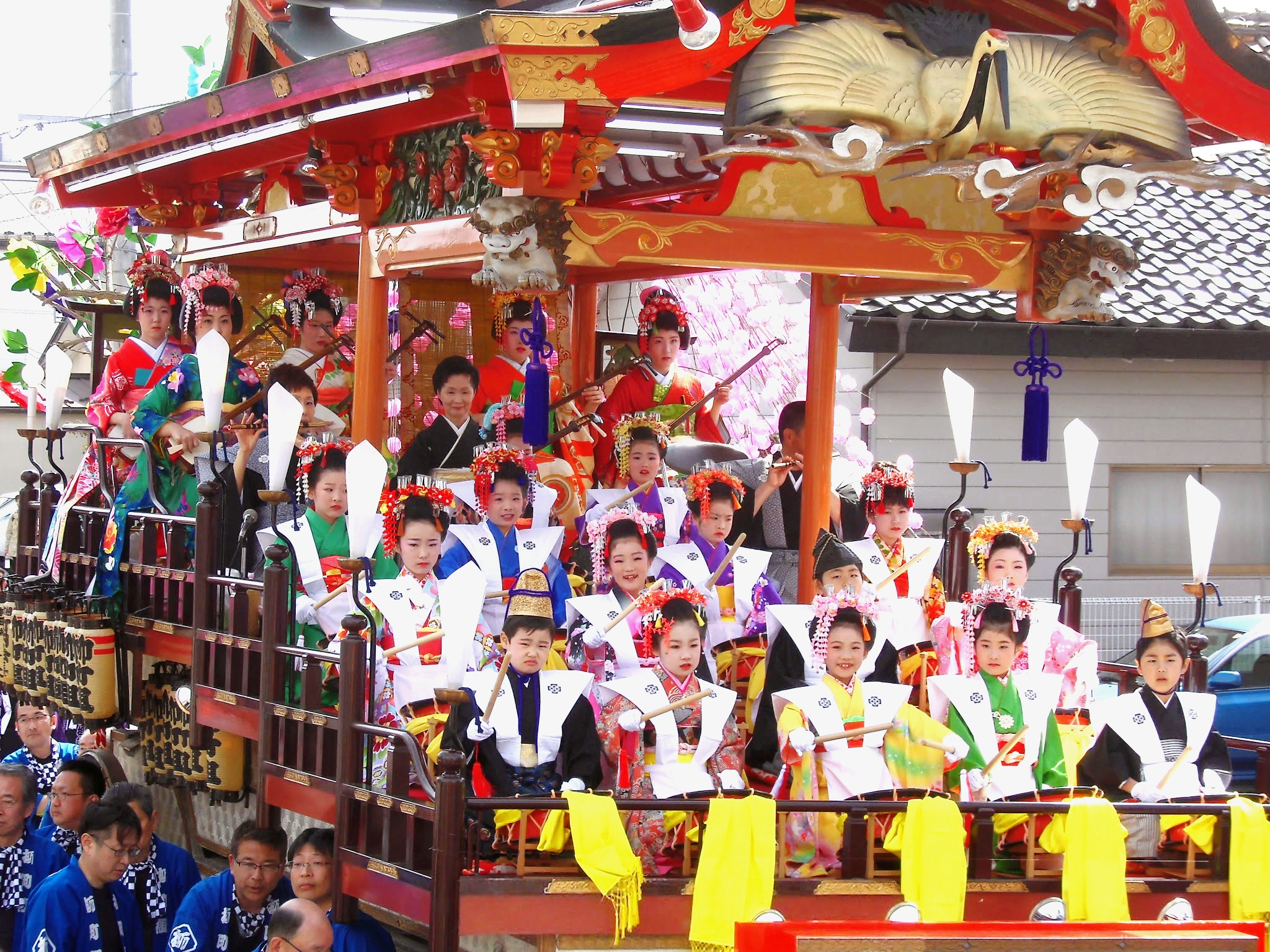
はやし屋台(柳町組)

日高火防祭（ひたかひぶせまつり）は、岩手県奥州市水沢で４月最終土曜日に実施される火防祈願の祭。300年を超える歴史を持ち岩手県指定無形民俗文化財に指定されている。

## 概要

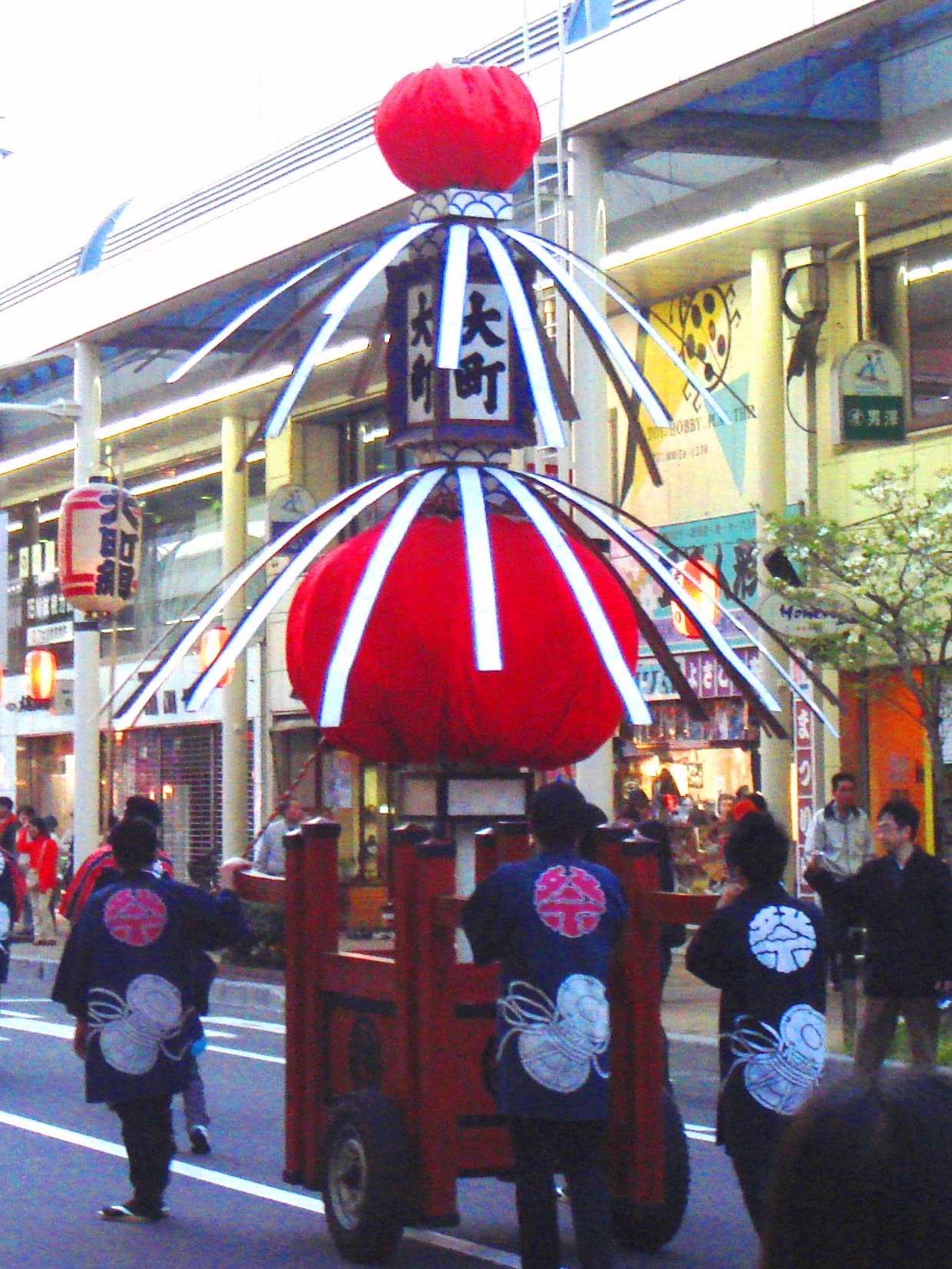
町印(大町組)

京都の祇園祭を模した華やかな祭。豪華絢爛なはやし屋台が繰り出され、町中を練り歩く。祭は各九町組から「町印」「打ちばやし」「はやし屋台」の三つの屋台が繰り出す（駅前三町組・城内組・吉小路組は明治以降の参加町組のため、町印、打ちばやしは持たずはやし屋台のみである）。
「町印」は、町を象徴する漢字一文字と町名が書かれた標識部の回りを井戸・馬簾・火の玉・柄杓等で飾り付けた屋台で、各町組の先頭に立つ。江戸時代、水沢城主が城下六町にそれぞれ「仁」（川口町組）・「心」（立町組）・「火」（柳町組）・「防」（大町組）・「定」（横町組）・「鎮」（袋町組）の漢字一文字を与え、各町はそれをシンボルマークとして掲げたのが町印の始まりである。この文字を繋げると「仁心をもって火防を定鎮す」（順序には異説有り）と、防火の心得を謳ったものと云われている。

打ちばやし(横町組)

「打ちばやし」は、屋台とその中で演奏されるお囃子の総称を指し、「内ばやし」又は「トットコメー」とも呼ばれる。天井には権現様が祀られ、見返りには枝垂桜の造花が飾られている。はやし屋台よりも一回り小さいく、演奏は笛師（2人）、大太鼓を叩く男子（2人）、小太鼓を叩く幼児(数名)で構成され、全町組同じ音曲。初段・二段・三段の3曲で構成され、この祭で最も古い祭囃子であり、西洋音楽のソナタ形式に酷似する音曲と云われている。
江戸時代後期までは町印と打ちばやしがこの祭の原型であった。

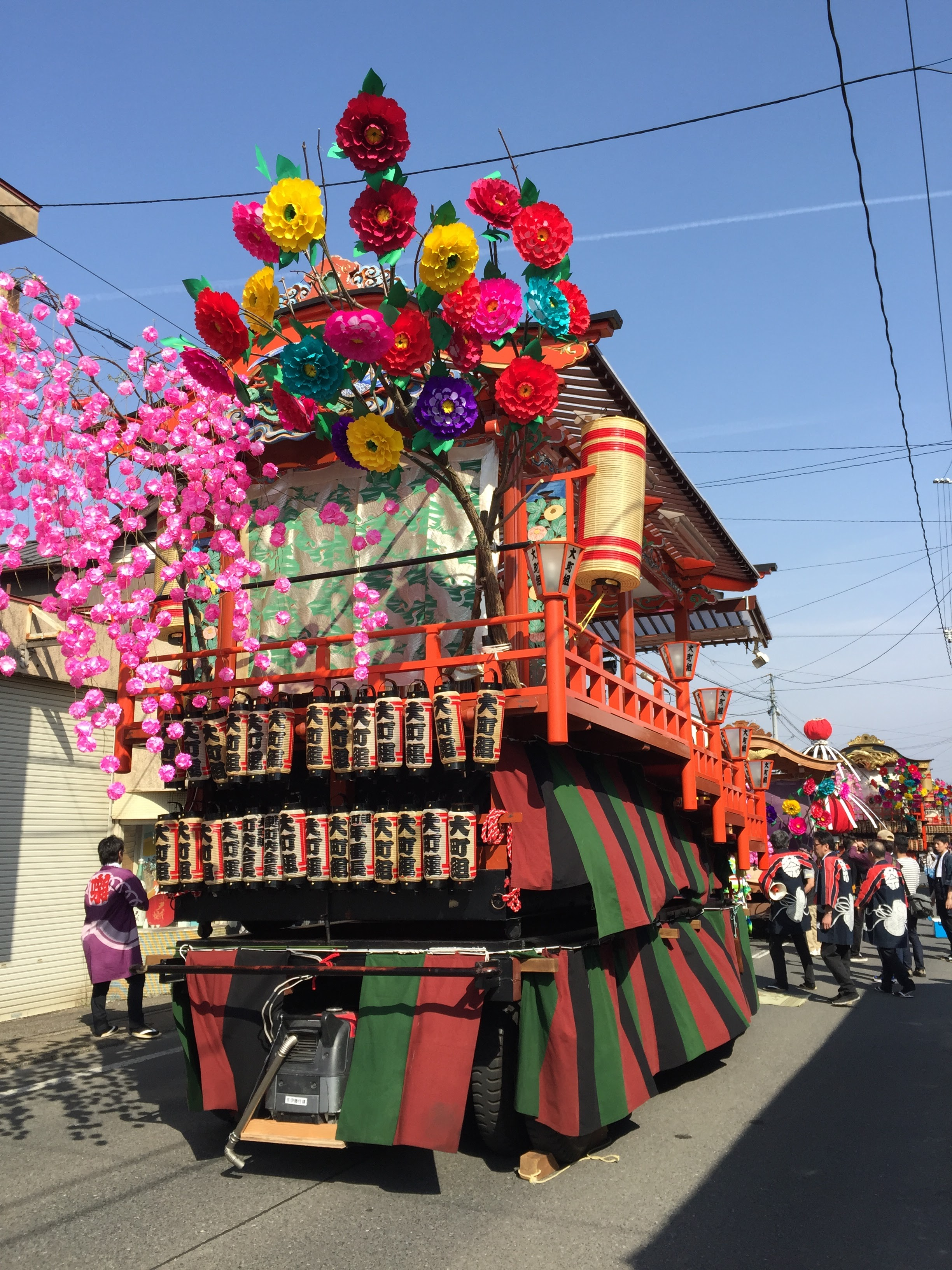
はやし屋台見返り(大町組)

「はやし屋台」は、唐破風の屋根や欄間に朱や金、極彩色の彫刻が飾り付けられ、擬宝珠高覧に雪洞が付けられた雛壇状の屋台である。見返りには牡丹と枝垂桜の造花が飾られ、屋台内には魔除けの蕎麦殻と菊の脇障子が付けられる（現在吉小路組のみ）。屋台の幕や囃子方の肩衣には常磐津の紋である「角木瓜（中津木瓜）」が飾られており、囃子との関係があるものと思われるが記録がないため不明である。囃子は笛師(2人)が奏でる音曲に合わせ「お人形さん」と呼ばれる早乙女が小太鼓（15～20人）と「お嫁さん」と呼ばれる三味線（娘5人・師匠1人）で調子をとる。かつては鼓も加えられていたが、現在ではこの笛・三味線・太鼓が主流となった（名残として屋台天井に鼓を飾っている）。打ちばやし・はやし屋台で奏でられる祭囃子を総称して日高囃子と言われている。
昭和40年代まで、ほとんどの屋台は担ぎ屋台であり、絢爛豪華な屋台の下で数十人の男達が「木遣り歌」を歌い屋台を担ぐ様相は、雅且つ勇壮な祭りであった。しかし、屋台の担ぎ手不足により台車のついた押し屋台へとかわっていった。現在は屋台前に飾りの担ぎ棒を付け担ぐ様子を表現したり、「ゆすり（沿道商店や観客にお囃子を披露するため屋台を左右に向ける行為）」を、台車の上に乗る屋台を回転式にしたりと、かつての祭の姿を再現する工夫がなされている。
はやし屋台出演組（音曲） ※町印・打ちばやしを持つ町組
- 横町組（一声くずし）※
- 袋町組（一声）※
- 駅前三町組（一声）
- 川口町組（つるべ井）※
- 柳町組（剣ばやしくずし）※
- 城内組（かんらん）
- 立町組（松の緑）※
- 吉小路組（祇園囃子）
- 大町組（祇園囃子）※

## 各種行事

### 笛魂祭・吹き初め
かつて日高火防祭の祭日であった、旧暦1月22日に行われる行事。
日高神社境内にある笛魂碑（てきこんひ）に笛師と祭関係者が今年の祭成功を祈願し、その後拝殿にて神酒で笛を清め打ちばやしのお囃子を奉納する。

### 裃貸与式・三曲合同演奏会
祭一週間前に日高神社境内にて行われる行事。
各町組の年番に宗家である日高神社から笛師の衣装である裃が渡される裃貸与式が行われる。その後、その年の各町内囃子方の紹介がなされ、祭り関係者にお囃子をお披露目する。
三曲とは日高囃子を構成する笛・三味線・太鼓を指す。

### 前夜祭
昭和60年（1985年）からスタートした前夜祭は、夕方から鹿踊り、神輿渡御、はやし屋台（2～3台）の相打ち、厄年連による踊りが披露される。しかし年月が経つにつれ、中心市街地の衰退とともに、高齢化、財政難、出演者の減少に伴い2日間のはやし屋台運行が難しくなってきたとの判断から、平成21年（2009年）からは全町組の町印・打ちばやしのみの出演となった。さらに平成24年（2012年）からは町印・打ちばやしの運行も中止となり、現在は稚児行列や厄年連演舞等が行われている。

### 本祭
祭当日は、古式にのっとり行われる。
朝、日高神社に各町組の年番長（各町組の代表）が集まり、祭の安全を祈願する「年番祭」が行われる。宗家である日高神社より御札を受け取った年番長はただちに各屋台に戻り、御札をはやし屋台にくくり付け運行が始まる。
各町組屋台は各自の町へ挨拶回りを行い、参拝の為日高神社へ向かう。しかし、日高神社参道が狭いため、町印、打ちばやしのみが神社境内で参拝を行い、はやし屋台は参道手前の大手通り（大畑小路界隈）に集結し「遥拝式」を行う。遥拝式では全はやし屋台が横一列に神社方向へ向き、お祓いを受け一斉にお囃子を演奏する。その後、行列をなし吉小路、大手町を通り水沢城大手門があった奥州市役所本庁前に集結する。
午後1時15分、消防団による纏振りを先頭に各町組の屋台が整列し、川口町、立町、柳町、大町、横町、袋町とかつての町屋地区を練り歩く。途中、横町にある水沢消防の祖佐々木佐五平像に各町組が参拝する。また、はやし屋台に乗るお人形さんや祭関係者の店先に到着すると屋台を回転させ、演奏を披露しながらゆっくりと練り歩く。夕方、中央通りに到着した行列は町印・打ちばやしが抜けはやし屋台のみとなり夜の祭へと装いがかわる。

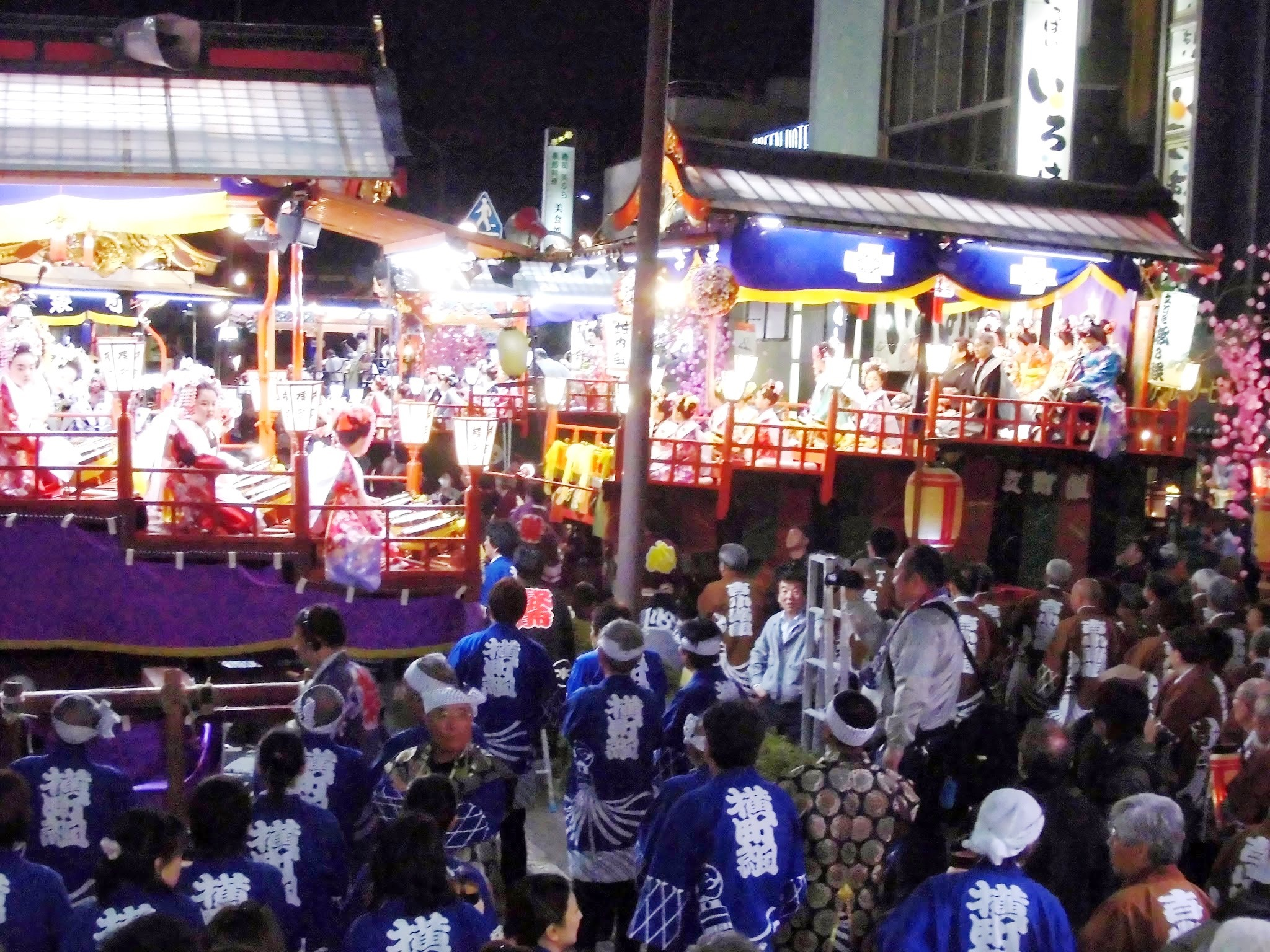
揃い打ち

午後6時40分、一斉に雪洞が点灯され祭のクライマックス「揃い打ち」「相打ち」が始まる。水沢駅通りにてはやし屋台全9台が集結し、お囃子を一斉に演奏する「揃い打ち」が行われる。その後、会場をメイプル前交差点に移し「相打ち」が行われ、その年のメイン町組となるはやし屋台が1台待ち構え、他はやし屋台8台と相対しお囃子を披露しあう。最後に互いの町組に仁義礼をつくし三本締めを行う。
一通りの行事を終えたはやし屋台は各町の入口へ到着すると、町に帰還したことを知らせる為にお囃子を演奏する。それを聴いた町の人々は軒先で提灯を持ち出迎え祭は終わる。
※屋台行列の隊列順はかつては横町組→袋町組→駅前三町組→川口町組→柳町組→城内組→立町組→吉小路組→大町組と決まっており、横町組には笛師の皆伝者が乗る屋台として先陣、大町組は殿様の子供が乗る屋台として殿（しんがり）と決まっていたようである。相打ちのメイン町組も横町組と決まっており、笛師皆伝者の乗る屋台に挨拶するのが恒例となっていたが、現在では隊列の順番に合わせ毎年相打ちのメイン町組が換わる。昼間の屋台行列もメイン町組を先陣とした隊列を組むかたちとなっている。

### 厄年連
奥州市水沢出身で厄年を迎える男女で構成する舞踊団体。25歳厄年連、42歳厄年連の2団体が出演する。屋台行列が通る沿道の露払いとして、地元や全国各地の芸能を披露し、祭を盛り上げる前座の役割を勤める。最近では和楽器を織り交ぜたロック調の創作踊りを披露する傾向が強く、衣装・音楽とも趣向を凝らしている。総勢約300名による踊りは祭の名物。
元々は俄か踊りから始まったと言われている。周辺農村では農閑期であったため、数少ない冬の祭を楽しむため虚無僧、獅子舞、加勢踊り、大黒舞、権現舞等の余興を興じていたこと、この地域の騒ぎ立て厄祓いを行う風習があったことから、それらが相まってできたものと考えられている。

## 歴史
祭の起源を明示する資料は残されておらず、いくつかの説が提示されている。代表的なものとして以下の二説がある。
一つは、水沢城主・伊達宗景（水沢伊達氏第4代）が公務で江戸に滞在していた折、1657年（明暦3年）1月18日に発生した振袖火事に遭遇し、この時の江戸の惨状を目の当たりにした宗景は、水沢に戻ると火防対策として民間消防隊を組織するとともに、産土神の日高妙見社の「日」は「火」に通じ、同社の境内にある水沢伊達氏の祖霊社・瑞山神社の「瑞」は「水」に通じるとして、人智の及ばぬ災害を神仏の加護によって未然に防止しようと、両社において火防祈願の祭事を創めたという説である。
もう一つは、1735年（享保20年）2月22日に水沢城下で168戸を焼く大火が発生すると、時の城主伊達村景（水沢伊達氏第6代）は佐々木佐五平を江戸に派遣して火消しの技術を習わせ、城下に民間消防隊「臥煙組」を創設した。その記念行事が火防祭の発祥であるとする説である。
水沢城下町は頻繁に火災に遭い、享保年間以降だけでも5回の大火が記録されている。中でも1859年（安政6年）には2度の大火が発生して計562戸が焼失。城下復興の為に大量の木材が必要となり、周囲の山々が禿山になったという。度重なる城下の火災による経済的損失と復興費用の捻出は深刻な問題であり、1869年（明治２年）水沢城に胆沢県庁が開設する際、安政の大火による不況が続き町が荒廃しているとの記録が残っている。この事からも水沢の町にとり火防の神事が重要視され、今日に至るまで伝承され発展したと考えられる。
江戸期の祭の様子が書かれた文章が家臣の家に残っており、水沢伊達氏の年中行事として正月22日に行われていることが記され、1805年（文化2年）火防加勢踊観覧図（ひぶせかせどりかんらんず）として城主が大手門脇にて祭を観覧した席図等が残ってる。
明治初年の囃子屋台は太鼓の他に踊り手や、鼓、三味線が描かれた絵も残っており、明治天皇東北巡幸の際には奥州街道の中央にあった水路が埋められ囃子屋台が大型化、商業の発達と共に各町が屋台の豪華さや大きさを競い合うようなり、はやし屋台を主役とした現在の祭りの形態が出来上がる。
1876年（明治 9年）明治天皇東北御巡幸の際に天覧に供するため、はやし屋台の更新がなされる。
1948年（昭和23年）日高囃子笛の会が設立。
1956年（昭和31年）第1回仙台青葉祭に出演。
1957年（昭和32年）日高神社火防祭保存会が設立。盛岡市中の橋落成祝賀会に出演。
1963年（昭和38年）“火防祭の「屋台囃子」”として岩手県無形民俗文化財に指定される。
1970年（昭和45年）有史以来守り続けてきた開催日旧暦1月22日を新暦4月22日に変更。第25回国民体育大会に際し水沢地方振興局にて横町組・大町組はやし屋台を昭和天皇が天覧。
1971年（昭和46年）最後の担ぎ屋台として守り続けてきた大町組はやし屋台が台車となる。
1973年（昭和48年）第6回大銀座祭“光のパレード”に横町組・大町組はやし屋台が出演。
1985年（昭和60年）水沢公園にて前夜祭を実施。
1995年（平成 7年）第37回東北北海道ブロック民俗芸能大会（会場：水沢市文化会館 Zホール）に立町組囃子屋台が出演。
1996年（平成 8年）開催日を4月29日に変更。
2006年（平成18年）9月9日札幌商工会議所100周年記念事業「日本のまつり」（会場：札幌ドーム）に横町組打ちばやし・はやし屋台、大町組はやし屋台が出演。それに合わせて、9月10日奥州市姉妹都市である北海道長沼町にて「水沢火防祭inながぬま」を開催。
2011年（平成23年）3月11日に発生した東日本大震災の影響により、祭典の開催は困難であるとして中止が決定されると、神事のみが行われることになり、6町の町印を繰り出して日高神社に参拝し、打ちばやしの奉納演奏と纏振りの奉納が行われた（太平洋戦争中と戦後の一時期に祭典が中止となった際にも、日高神社にて神事のみを開催した記録が残っている）。
2020年（令和 2年）2021年（令和3年）2022年（令和4年）世界的流行となった武漢肺炎(COVID-19)、日本国内でも感染者が拡大した影響により祭典が中止となり、日高神社にて関係者による神事と打ちばやし奉納演奏のみが行われる。
2022年 (令和４年）開催日を４月最終土曜日に変更。
2023年（令和5年）昭和38年に岩手県無形民俗文化財　“火防祭の「屋台囃」”　が指定されたが、11月21日祭礼全体の継承価値が評価され　“日高火防祭”　として新規指定される。